# Gorce (Fluss)
Die Gorce ist ein kleiner Fluss im Zentralmassiv von Frankreich, der im Département Puy-de-Dôme der Region Auvergne-Rhône-Alpes südwestlich der Stadt Clermont-Ferrand verläuft.

## Geografie

### Verlauf
Die Gorce entspringt unter dem Namen Ruisseau de Chevalard im südwestlichen Gemeindegebiet von Saulzet-le-Froid, verläuft generell in nördlicher Richtung durch den Regionalen Naturpark Volcans d’Auvergne und mündet nach rund 16 Kilometern im nordwestlichen Gemeindegebiet von Nébouzat als rechter Nebenfluss in die Sioule. In ihrem Mündungsabschnitt schlägt die Gorce plötzlich einen Haken nach West bis Südwest, nimmt hier noch den Zufluss Gigeole mit seinem sehenswerten Wasserfall Cascade des Saliens auf und erreicht nach etwa einem weiteren Kilometer die Sioule.

### Orte am Fluss
(Reihenfolge in Fließrichtung)
- Pessade, Gemeinde Saulzet-le-Froid
- Chevalard, Gemeinde Vernines
- Aurières
- Neuville, Gemeinde Vernines
- Vareilles, Gemeinde Saint-Bonnet-près-Orcival
- Les Saliens, Gemeinde Nébouzat
- Pont des Eaux, Gemeinde Nébouzat